# Florian Cajori
Florian Cajori, född den 28 februari 1859 i St Aignan (nära Thusis), Graubünden, Schweiz, död den 14 augusti 1930 eller 15 augusti, i Berkeley, Kalifornien, USA, räknas som en av de allra mest betydande matematikhistorikerna av sin tid. Ännu i våra dagar har hans History of Mathematical Notations (1928–1929) beskrivits som "oöverträffad." År 1918 utnämndes han till en specialinrättad professur vid University of California, Berkeley. Han stannade där till sin död.

## Biografi
Cajori var son till Georg Cajori och Catherine Camenisch och gick i skolor först i Zillis och senare i Chur. År 1875 emigrerade han till USA vid sexton års ålder och började studera på State Normal School i Whitewater, Wisconsin. Efter examen 1878 undervisade han i en landsortsskola och började senare studera matematik vid University of Wisconsin-Madison.
År 1883 fick Cajori både sin kandidatexamen och masterexamen vid University of Wisconsin-Madison, med kort inhopp på Johns Hopkins University i 8 månader mellan examina.
Efter flytt till Colorado tog han 1894 sin doktorsexamen vid Tulane University och gifte sig med Elizabeth G. Edwards 1890 och fick en son.

## Karriär och vetenskapligt arbete
Cajori undervisade i några år vid Tulane University, innan han 1887 utnämndes till professor i tillämpad matematik där, men drevs sedan norrut av tuberkulos. Han grundade Colorado College Scientific Society och undervisade vid Colorado College där han innehade professuren i fysik från 1889 till 1898 och professuren i matematik från 1898 till 1918. Han var även dekanus för ingenjörsavdelningen.
Cajoris' A History of Mathematics (1894) var den första populära presentationen av matematikens historia i USA. Baserat på hans rykte i matematikens historia utsågs han 1918 till den första matematikhistorikern i USA, skapad speciellt för honom, vid University of California, Berkeley. Han stannade i Berkeley, Kalifornien fram till sin död 1930. Cajori gjorde ingen ursprunglig matematisk forskning som inte var relaterad till matematikens historia. Förutom sina många böcker bidrog han också med mycket erkända och populära historiska artiklar till American Mathematical Monthly. Hans sista arbete var en revidering av Andrew Mottes översättning av Newtons Principia från 1729, vol.1 The Motion of Bodies, men han dog innan den var klar. Arbetet avslutades av R.T. Crawford vid Berkeley, Kalifornien.

## Bibliografi i urval

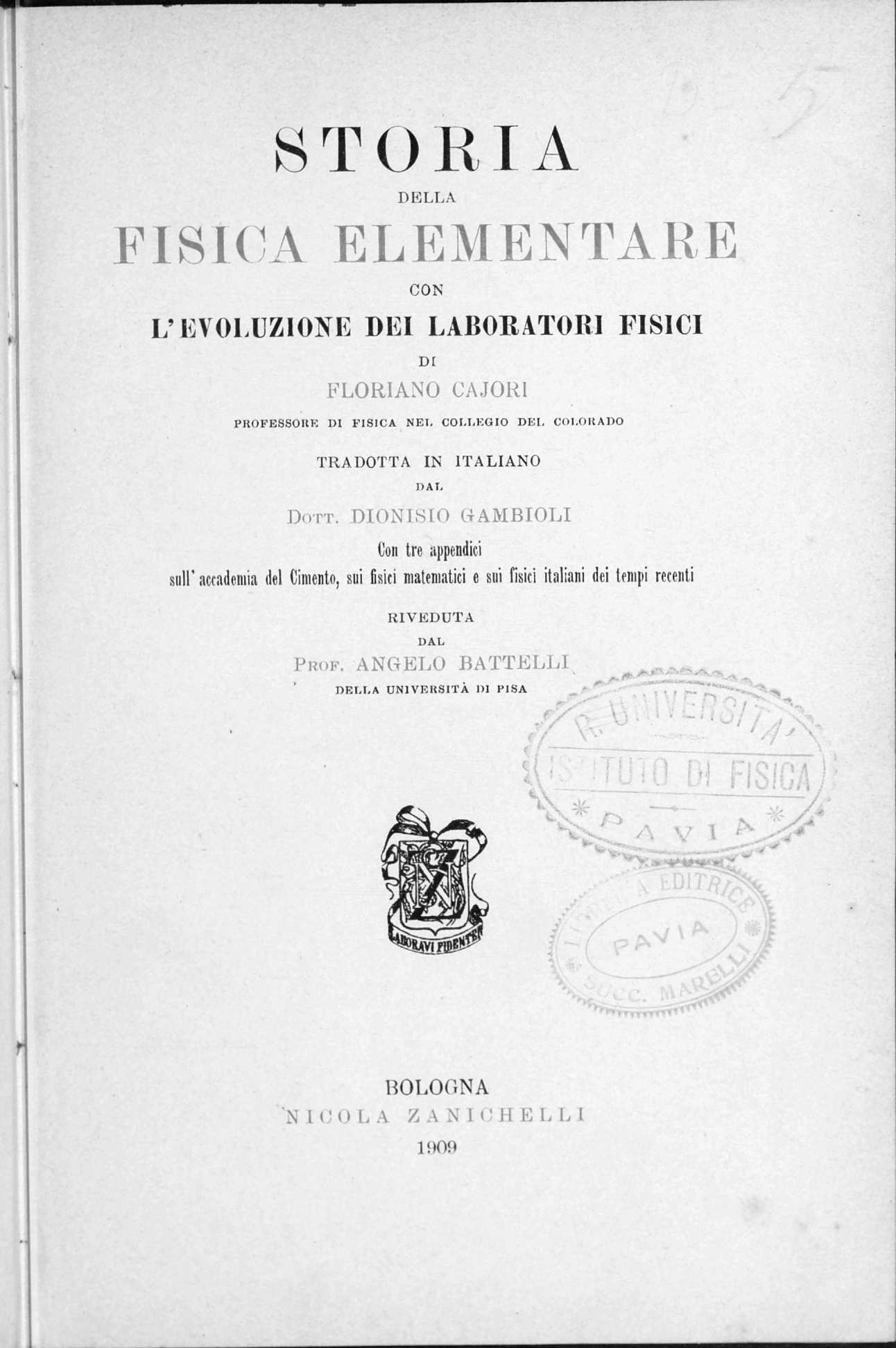
Italienska utgåvan av History of physics in its elementary branches including the evolution of physical laboratories, 1909